# Bar Torino

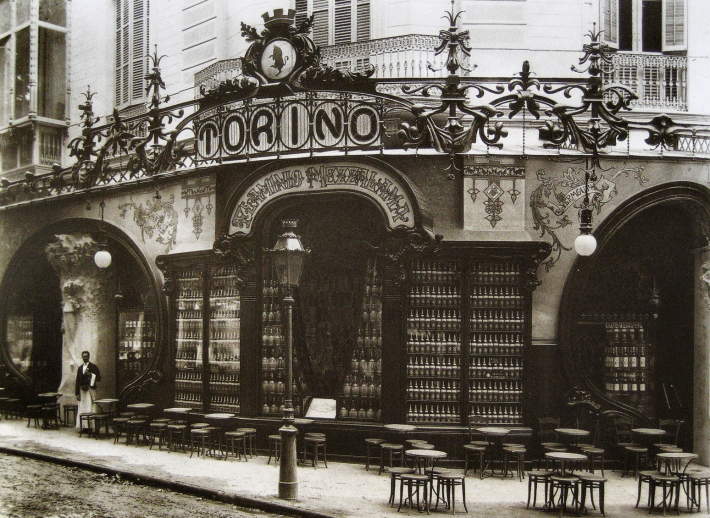
Bar Torino 1907

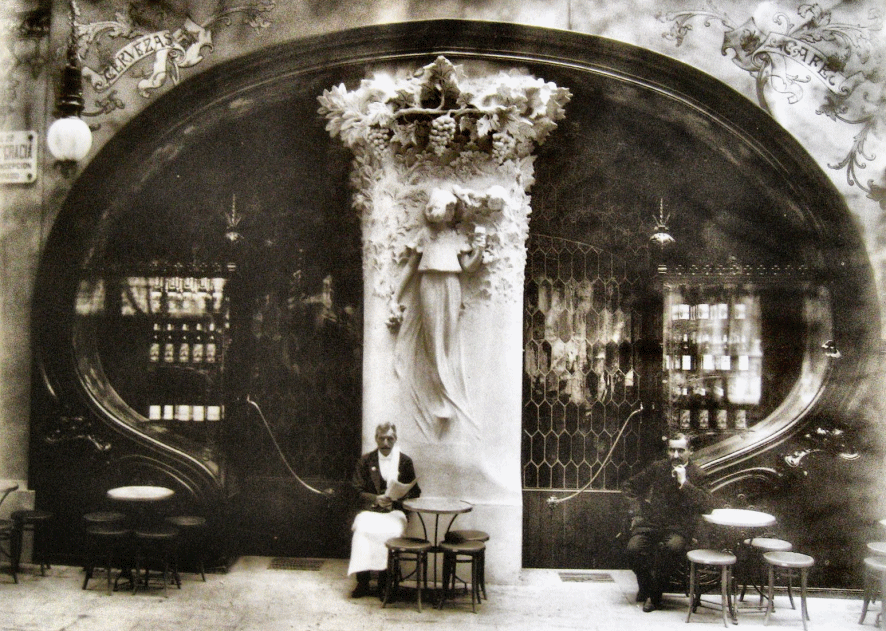
Haupteingang

Die Bar Torino war eine Hotelanlage am Passeig de Gràcia Nr. 18 in Barcelona. 
Die 1902 eröffnete Bar war bekannt für ihre modernistische Dekoration unter der Leitung von Ricard de Capmany und in Zusammenarbeit mit den Architekten Antoni Gaudí, Pere Falqués und Josep Puig i Cadafalch.

## Geschichte
Die Bar wurde von Flaminio Mezzalama gegründet, gebürtig aus Turin (italienisch: Torino), daher auch der Name. Seine Absicht war es, den Wermut Martini & Rossi in Barcelona einzuführen. Die Bar wurde am 21. September 1902 eröffnet. Sie war damals die luxuriöseste Bar in Barcelona, herausstechend vor allem durch ihre Dekoration im modernistischen Stil.
Antoni Gaudí, Pere Falqués und Josep Puig i Cadafalch gestalteten den Speisesaal. Die Skulpturengruppe der Türpfosten war vom Bildhauer Eusebi Arnau, die eine Frau mit einem Glas in der Hand darstellt. Auch der Maler Ricard Urgell fertigte zwei Platten mit Jagdszenen. Einige Fresken waren von Emili Saumell Llavallol und Francesc Garcia Escarré. Die Buntglasarbeiten waren von Antoni Bordalba in Bronze und Metall gefasst. Die Mosaiken stammten von Musiva Società Veneziana, kombiniert mit Fratelli-Lampen. Michael Thonet entwarf die Möbel. Gaudí entwarf die arabische Halle mit den Verzierungen. Die Bar war Ausstellungsort beim jährlichen Kunstwettbewerb der Stadt Barcelona.
Die ursprüngliche Bar wurde 1916 von der Familie Bofarull, Eigentümer des berühmten Restaurants Los Caracoles (1835 eröffnet), gekauft und in Grill Room umbenannt. Der charakteristische Stier von 1902 ist bis heute im zentralen Schild der Bar erhalten.